# James Kelly (Politiker, 1963)

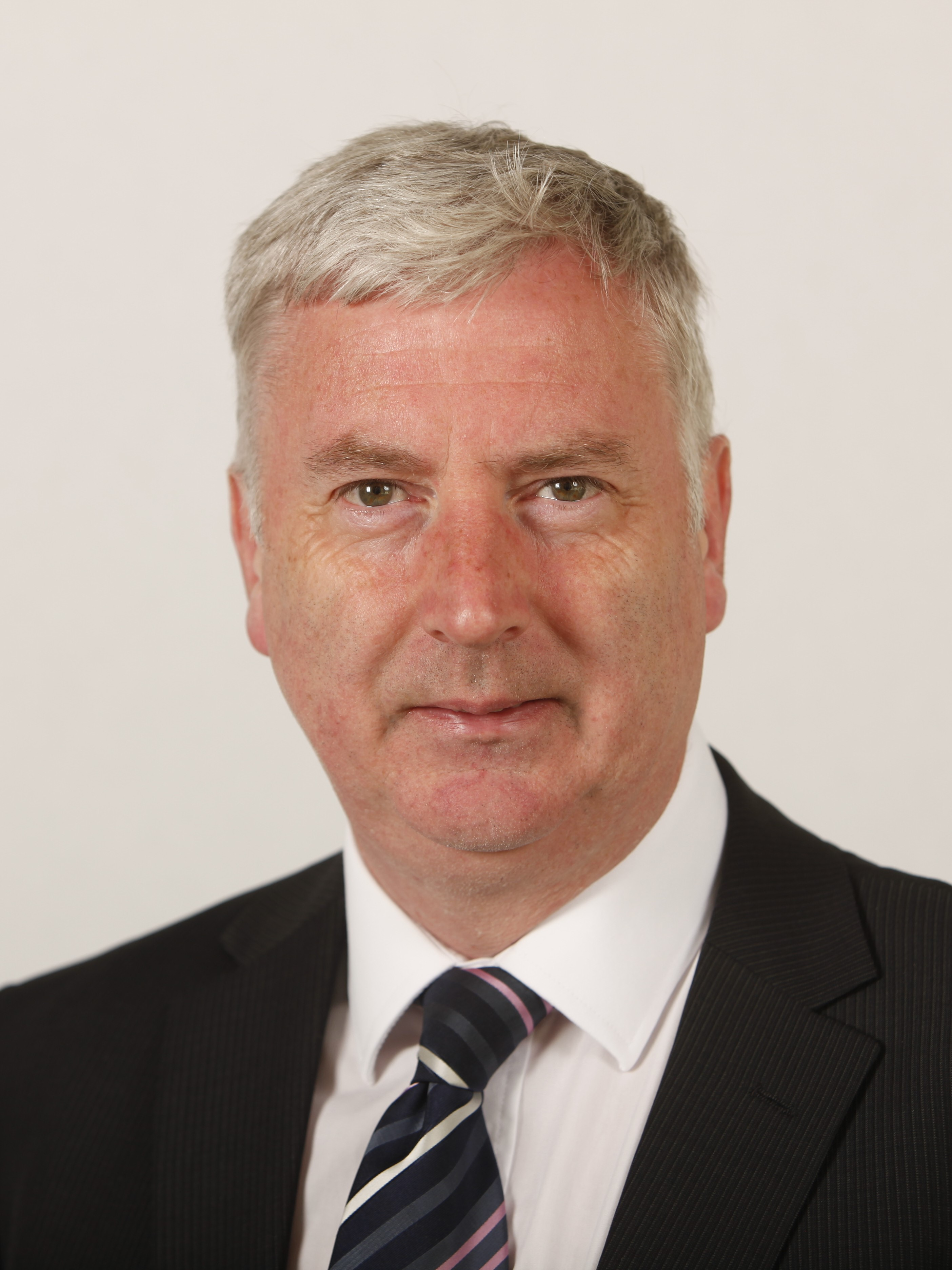
James Kelly

James Kelly (* 23. Oktober 1963 in Glasgow) ist ein schottischer Politiker und Mitglied der Labour Party und der Co-operative Party. Er besuchte die Trinity High School in Cambuslang und erwarb anschließend am Glasgow College of Technology einen Bachelorabschluss in Informatik.

## Politischer Werdegang
Bei den Schottischen Parlamentswahlen 2007 kandidierte Kelly für die Labour Party im Wahlkreis Glasgow Rutherglen, den seine Parteikollegin Janis Hughes bei den vorherigen beiden Wahlen für sich entscheiden konnte, zu diesen Wahlen jedoch nicht mehr antrat. Kelly gewann das Direktmandat mit deutlichem Vorsprung vor der Kandidatin der SNP und zog in der Folge in das Schottische Parlament ein. Im Zuge der Wahlkreisreform 2011 wurde der Wahlkreis Glasgow Rutherglen aufgelöst und weitgehend durch den neugeschaffenen Wahlkreis Rutherglen ersetzt. Für diesen kandidierte Kelly bei den Parlamentswahlen 2011 und es gelang ihm erneut das Direktmandat zu erringen. Bei den Parlamentswahlen 2016 verlor Kelly zwar sein Direktmandat für Rutherglen an die SNP-Kandidatin Clare Haughey, erhielt jedoch ein Listenmandat der Wahlregion Glasgow und verblieb somit als Mitglied des schottischen Parlaments.